# El maravillosamente extraño mundo de Gumball
El maravillosamente extraño mundo de Gumball (en inglés: The Wonderfully Weird World of Gumball) es una serie de animación de comedia británico-estadounidense que sirve como el regreso de la serie The Amazing World of Gumball (2011-2019), aunque anteriormente se le refirió como una séptima temporada de esta. Fue creada por Ben Bocquelet y está producida por Hanna-Barbera Studios Europe y Warner Bros. Animation. La serie se estrenó en Hulu y Disney+ —a través de una suscripción adicional de Hulu— en los Estados Unidos el 28 de julio de 2025, y tiene previsto un estreno internacional a través de Cartoon Network y HBO Max el 6 de octubre de 2025.

## Sinopsis
Al igual que su predecesora, esta serie se centra en las aventuras de Gumball Watterson, un gato azul de 12 años, y su hermano adoptivo, Darwin, un pez dorado. Juntos, causan travesuras en su familia, así como con el amplio grupo de estudiantes de la escuela secundaria Elmore Junior High. La serie transcurre siete años después de la última temporada de la serie original, pero los personajes principales mantendrán la misma edad.

## Producción
Durante el Festival Internacional de Cine de Animación de Annecy de 2023, se anunció originalmente que se estaba produciendo una séptima temporada de The Amazing World of Gumball, sin fecha de estreno aún confirmada. Un listado del Registro de Identificadores de Entretenimiento revelaría que la séptima temporada tendría 40 episodios. En el festival del año siguiente, se revelaron detalles sobre la séptima temporada, incluido el anuncio de que ahora estaba en plena producción, y se mostró un avance del episodio «The Burger», con el cual se estrenaría la temporada.
En mayo de 2025, se anunció que la serie se retitularía oficialmente como The Wonderfully Weird World of Gumball, y que la temporada se estrenaría en 2025 en Hulu en Estados Unidos y en Cartoon Network a nivel internacional. Por su parte también se anunció quienes interpretarían las voces de los hermanos Watterson: Gumball y Darwin tendrán las voces de Alkaio Thiele y Hero Hunter, respectivamente, y Kinza Syed Khan será la voz de Anais, lo que marca la primera vez que Kyla Rae Kowalewski no prestará su voz al personaje. Por otro lado, Teresa Gallagher y Dan Russell volverían a prestar su voz a Nicole y Richard Watterson, respectivamente.
El 26 de julio de 2025, Bocquelet confirmó que el programa es una serie derivada y continuación de la serie original, no una séptima temporada.
Al día siguiente del estreno de la serie en Hulu, Ben Bocquelet adelantó un episodio titulado «The Rewrite». Este episodio resolvería el final de suspenso del último episodio de la temporada 6, «La Inquisición»; la idea se planteó originalmente como un largometraje que se produciría después de la conclusión de la serie original.

## Episodios

### Temporadas
| Temporada | Temporada | Episodios | Episodios | Emisión original    | Emisión original |
| Temporada | Temporada | Episodios | Episodios | Primera emisión     | Última emisión   |
| --------- | --------- | --------- | --------- | ------------------- | ---------------- |
|           | 1         | 40        | 40        | 28 de julio de 2025 | —                |

### Episodios
| N.º | Título             | Dirigido por               | Escrito por | Guion gráfico por     | Fecha de lanzamiento original | Código de prod. |
| --- | ------------------ | -------------------------- | --- | --------------------- | ----------------------------- | --------------- |
| 1 | «The Burger»       | Luke Allen y James Lancett | Bryan Caselli, Jessica Combs, Matt Layzell, Todd McClintock y Ben Bocquelet                                                                     | Oliver Hamilton       | 28 de julio de 2025           | —               |
| Gumball y Darwin intentan comer sano, pero pronto descubren que es difícil hacerlo ya que todas las tiendas de la ciudad son propiedad del Sr. Bilderburger.                                                |                    |                            | |                       |                               |                 |
| 2 | «The Assistant»    | Luke Allen y James Lancett | Bryan Caselli, Michele Cavin, Jessica Combs, Matt Layzell, Joe Markham, Todd McClintock y Joe Parham                                            | Aurelie Charbonnier   | 28 de julio de 2025           | —               |
| Al sentirse poco apreciada por su familia, Nicole entabla amistad con una simpática IA. A medida que su relación se intensifica, la IA intenta abrir una brecha de odio entre Nicole y los demás Watterson. |                    |                            | |                       |                               |                 |
| 3 | «The Distance»     | Luke Allen y James Lancett | Bryan Caselli, Jessica Combs, Matt Layzell, Joe Markham, Todd McClintock, Joe Parham y Ben Bocquelet                                            | Melanie Lopez         | 28 de julio de 2025           | —               |
| Gumball debe encontrar una manera de salvar su relación con Darwin después de que los chicos se ven obligados a vivir en habitaciones separadas.                                                            |                    |                            | |                       |                               |                 |
| 4 | «The Thing»        | Luke Allen y James Lancett | Bryan Caselli, Michele Cavin, Jessica Combs, Matt Layzell, Joe Markham, Todd McClintock y Joe Parham                                            | Oliver Hamilton       | 28 de julio de 2025           | —               |
| 5 | «The Butts»        | Luke Allen y James Lancett | Bryan Caselli, Jessica Combs, Matt Layzell, Joe Markham, Todd McClintock, Joe Parham y Ben Bocquelet                                            | Jeremy Abram Paoletti | 28 de julio de 2025           | —               |
| 6 | «The Traffic»      | Luke Allen y James Lancett | Bryan Caselli, Jessica Combs, Matt Layzell, Todd McClintock y Ben Bocquelet                                                                     | Aurelie Charbonnier   | 28 de julio de 2025           | —               |
| 7 | «The Astrological» | Luke Allen y James Lancett | Bryan Caselli, Michele Cavin, Jessica Combs, Matt Layzell, Joe Markham, Todd McClintock y Joe Parham                                            | Bianca Ansems         | 28 de julio de 2025           | —               |
| 8 | «The Cheerleader»  | Luke Allen y James Lancett | Bryan Caselli, Jessica Combs, Matt Layzell, Todd McClintock y Ben Bocquelet                                                                     | Aurelie Charbonnier   | 28 de julio de 2025           | —               |
| 9 | «The Boring»       | Luke Allen y James Lancett | Bryan Caselli, Michele Cavin, Jessica Combs, Matt Layzell y Todd McClintock                                                                     | Jeremy Abram Paoletti | 28 de julio de 2025           | —               |
| 10 | «The Teacher»      | Luke Allen y James Lancett | Bryan Caselli, Jessica Combs, Kate Davies, Matt Layzell, Todd McClintock, Tobi Wilson y Ben Bocquelet                                           | Aurelie Charbonnier   | 28 de julio de 2025           | —               |
| 11 | «The App»          | Luke Allen y James Lancett | Bryan Caselli, Michele Cavin, Jessica Combs, Matt Layzell, Joe Markham, Todd McClintock y Joe Parham                                            | Bianca Ansems         | 28 de julio de 2025           | —               |
| 12 | «The Entrance»     | Luke Allen y James Lancett | Bryan Caselli, Jessica Combs, Matt Layzell, Todd McClintock y Ben Bocquelet                                                                     | Aurelie Charbonnier   | 28 de julio de 2025           | —               |
| 13 | «The Letter»       | Luke Allen y James Lancett | Bryan Caselli, Jessica Combs, Matt Layzell, Todd McClintock y Ben Bocquelet                                                                     | Melanie Lopez         | 28 de julio de 2025           | —               |
| 14 | «The Gut»          | Luke Allen y James Lancett | Bryan Caselli, Michele Cavin, Jessica Combs, Matt Layzell, Joe Markham, Todd McClintock, Joe Parham, Jessica Silcock, Naomi Smith y Tobi Wilson | Jawed Boudaoud        | 28 de julio de 2025           | —               |
| 15 | «The Wrinkle»      | Luke Allen y James Lancett | Bryan Caselli, Todd McClintock, Tobi Wilson y Ben Bocquelet                                                                                     | Jawed Boudaoud        | 28 de julio de 2025           | —               |
| 16 | «The Gourmet»      | Luke Allen y James Lancett | Bryan Caselli, Michele Cavin, Jessica Combs, Todd McClintock, James McNicholas y Tobi Wilson                                                    | Bianca Ansems         | 28 de julio de 2025           | —               |
| 17 | «The Pool»         | Luke Allen y James Lancett | Bryan Caselli, Jessica Combs, Matt Layzell, Todd McClintock, James McNicholas y Ben Bocquelet                                                   | Aurelie Charbonnier   | 28 de julio de 2025           | —               |
| 18 | «The Portrait»     | Luke Allen y James Lancett | Bryan Caselli, Michele Cavin, Stephen M. Collins, Jessica Combs, Matt Layzell, Todd McClintock y Joe Parham                                     | Melanie Lopez         | 28 de julio de 2025           | —               |
| 19 | «The Climb»        | Luke Allen y James Lancett | Bryan Caselli, Michele Cavin, Jessica Combs, Matt Layzell, Todd McClintock y Tobi Wilson                                                        | Julien Thompson       | 28 de julio de 2025           | —               |
| 20 | «The Amadain»      | Luke Allen y James Lancett | Bryan Caselli, Michele Cavin, Jessica Combs, Matt Layzell, Todd McClintock y Ben Bocquelet                                                      | Bianca Ansems         | 28 de julio de 2025           | —               |
| 21 | —                  | —                          | — | —                     | —                             | —               |
| 22 | —                  | —                          | — | —                     | —                             | —               |
| 23 | —                  | —                          | — | —                     | —                             | —               |
| 24 | —                  | —                          | — | —                     | —                             | —               |
| 25 | —                  | —                          | — | —                     | —                             | —               |
| 26 | —                  | —                          | — | —                     | —                             | —               |
| 27 | —                  | —                          | — | —                     | —                             | —               |
| 28 | —                  | —                          | — | —                     | —                             | —               |
| 29 | —                  | —                          | — | —                     | —                             | —               |
| 30 | —                  | —                          | — | —                     | —                             | —               |
| 31 | —                  | —                          | — | —                     | —                             | —               |
| 32 | —                  | —                          | — | —                     | —                             | —               |
| 33 | —                  | —                          | — | —                     | —                             | —               |
| 34 | —                  | —                          | — | —                     | —                             | —               |
| 35 | —                  | —                          | — | —                     | —                             | —               |
| 36 | —                  | —                          | — | —                     | —                             | —               |
| 37 | —                  | —                          | — | —                     | —                             | —               |
| 38 | —                  | —                          | — | —                     | —                             | —               |
| 39 | —                  | —                          | — | —                     | —                             | —               |
| 40 | «The Rewrite»      | —                          | — | —                     | —                             | —               |